# Baklançakırlar, Çal
Baklançakırlar là một xã thuộc huyện Çal, tỉnh Denizli, Thổ Nhĩ Kỳ. Dân số thời điểm năm 2010 là 256 người.